# ASCII (laboratori)
|  | Per a altres significats, vegeu «ASCII (desambiguació)». |

L'Amsterdam Subversive Center for Information Interchange (ASCII), en català Centre Subversiu d'Amsterdam per l'intercanvi d'informació fou un laboratori de comunicacions okupat a la ciutat holandesa d'Amsterdam. La primera instal·lació va ser feta el 1999 amb seu a Herengracht. Des d'aquells temps el laboratori s'ha mudat als següents llocs: Jodenbreestraat, Kinkerstraat, Kostverlorenkade, Wibautstraat i, finalment, Javastraat. El primer interès del laboratori va ser proveir un espai de treball amb Internet gratuït per activistes i okupes, promoure sistemes operatius de codi obert tals com el Linux i programes de programari lliure com l'OpenOffice o el Mozilla. El 2006 el grup va decidir deixar de ser un hacklab.